# Offenbacher Fußball-Club Kickers 1901 1997-1998
Questa voce raccoglie le informazioni riguardanti l'Offenbacher Fußball-Club Kickers 1901 nelle competizioni ufficiali della stagione 1997-1998.

## Stagione
Nella stagione 1997-1998 il Kickers Offenbach, allenato da Hans-Jürgen Boysen, concluse il campionato di Regionalliga sud al 2º posto.

## Rosa
| N. |                     | Ruolo | Calciatore        |
| -- | ------------------- | ----- | ----------------- |
| 1  | Germania (bandiera) | P     | René Keffel       |
| 5  | Germania (bandiera) | D     | Stefan Dolzer     |
| 5  | Germania (bandiera) | D     | Lars Meyer        |
| 6  | Germania (bandiera) | C     | Patrick Dama      |
| 10 | Germania (bandiera) | C     | Oliver Speth      |
| 11 | Germania (bandiera) | C     | Stefan Simon      |
|    | Germania (bandiera) | P     | Thorsten Rohrbach |
|    | Germania (bandiera) | D     | Stefan Schummer   |
|    | Germania (bandiera) | C     | Bernd Gramminger  |
|    | Germania (bandiera) | C     | Michael Hartmann  |
|    | Turchia (bandiera)  | C     | Islam Ispir       |

| N. |                     | Ruolo | Calciatore           |
| -- | ------------------- | ----- | -------------------- |
|    | Germania (bandiera) | C     | Frank Kastner        |
|    | Germania (bandiera) | C     | Günther Maier        |
|    | Germania (bandiera) | C     | Stefan Simm          |
|    | Germania (bandiera) | C     | Thomas Winter        |
|    | Grecia (bandiera)   | A     | Paul Koutsoliakos    |
|    | Germania (bandiera) | A     | Thorsten Kruse       |
|    | Germania (bandiera) | A     | Alexander Methfessel |
|    | Germania (bandiera) | A     | Oliver Roth          |
|    | Croazia (bandiera)  | A     | Goran Skeledžić      |
|    | Germania (bandiera) | A     | Dirk Vollmar         |

## Organigramma societario
Area tecnica
- Allenatore: Hans-Jürgen Boysen
- Allenatore in seconda:
- Preparatore dei portieri:
- Preparatori atletici:
- Analisi video:

## Calciomercato

### Sessione estiva
| Acquisti | Acquisti     | Acquisti              | Acquisti |
| R.       | Nome         | da                    | Modalità |
| -------- | ------------ | --------------------- | -------- |
| C        | Islam Ispir  | TGM SV Jügesheim      |          |
| D        | Lars Meyer   | Magonza               |          |
| C        | Stefan Simm  | Eintracht Norderstedt |          |
| A        | Dirk Vollmar | Paderborn             |          |

| Cessioni | Cessioni      | Cessioni        | Cessioni |
| R.       | Nome          | a               | Modalità |
| -------- | ------------- | --------------- | -------- |
| D        | Michael Klein | FSV Francoforte |          |

### Sessione invernale
| Acquisti | Acquisti      | Acquisti   | Acquisti |
| R.       | Nome          | da         | Modalità |
| -------- | ------------- | ---------- | -------- |
| C        | Thomas Winter | Reutlingen |          |

| Cessioni | Cessioni | Cessioni | Cessioni |
| R.       | Nome     | a        | Modalità |
| -------- | -------- | -------- | -------- |

## Risultati

### Regionalliga

#### Girone di andata
| 1º agosto 1997, ore 19:30 CEST 1ª giornata | Kickers Offenbach | 2 – 2 | Reutlingen |  |

| 6 agosto 1997, ore 19:30 CEST 2ª giornata | VfR Mannheim | 0 – 3 | Kickers Offenbach |  |

| 9 agosto 1997, ore 14:30 CEST 3ª giornata | Kirchheim/Teck | 0 – 1 | Kickers Offenbach |  |

| 15 agosto 1997, ore 19:30 CEST 4ª giornata | Kickers Offenbach | 2 – 0 | Bayern Monaco II |  |

| 23 agosto 1997, ore 14:00 CEST 5ª giornata | Neukirchen | 1 – 1 | Kickers Offenbach |  |

| 29 agosto 1997, ore 19:30 CEST 6ª giornata | Kickers Offenbach | 2 – 1 | Ulma |  |

| 6 settembre 1997, ore 14:30 CEST 7ª giornata | Ditzingen | 1 – 1 | Kickers Offenbach |  |

| 12 settembre 1997, ore 19:30 CEST 8ª giornata | Kickers Offenbach | 1 – 1 | Weismain |  |

| 19 settembre 1997 9ª giornata |  | – turno di riposo |  |  |

| 26 settembre 1997, ore 19:30 CEST 10ª giornata | Kickers Offenbach | 0 – 0 | Waldhof Mannheim |  |

| 3 ottobre 1997, ore 17:00 CEST 11ª giornata | Darmstadt | 1 – 1 | Kickers Offenbach |  |

| 10 ottobre 1997, ore 19:30 CEST 12ª giornata | Kickers Offenbach | 2 – 2 | Monaco 1860 II |  |

| 18 ottobre 1997, ore 14:00 CEST 13ª giornata | Wehen | 1 – 3 | Kickers Offenbach |  |

| 24 ottobre 1997, ore 19:30 CEST 14ª giornata | Kickers Offenbach | 0 – 5 | Augusta |  |

| 2 novembre 1997, ore 14:30 CET 15ª giornata | Karlsruhe II | 1 – 0 | Kickers Offenbach |  |

| 7 novembre 1997, ore 19:30 CET 16ª giornata | Kickers Offenbach | 1 – 0 | Wacker Burghausen |  |

| 16 novembre 1997, ore 11:00 CET 17ª giornata | Borussia Fulda | 1 – 3 | Kickers Offenbach |  |

#### Girone di ritorno
| 22 novembre 1997, ore 14:00 CET 18ª giornata | Reutlingen | 0 – 0 | Kickers Offenbach |  |

| 28 novembre 1997, ore 19:30 CET 19ª giornata | Kickers Offenbach | 1 – 0 | VfR Mannheim |  |

| 5 dicembre 1997, ore 19:30 CET 20ª giornata | Kickers Offenbach | 6 – 0 | Kirchheim/Teck |  |

| 11 marzo 1998, ore 19:00 CET 21ª giornata | Bayern Monaco II | 1 – 0 | Kickers Offenbach |  |

| 27 febbraio 1998, ore 19:30 CET 22ª giornata | Kickers Offenbach | 5 – 1 | Neukirchen |  |

| 7 marzo 1998, ore 15:00 CET 23ª giornata | Ulma | 4 – 2 | Kickers Offenbach |  |

| 15 marzo 1998, ore 19:00 CET 24ª giornata | Kickers Offenbach | 4 – 3 | Ditzingen |  |

| 21 marzo 1998, ore 15:00 CET 25ª giornata | Weismain | 0 – 1 | Kickers Offenbach |  |

| 28 marzo 1998 26ª giornata |  | – turno di riposo |  |  |

| 3 aprile 1998, ore 19:30 CEST 27ª giornata | Waldhof Mannheim | 2 – 1 | Kickers Offenbach |  |

| 12 aprile 1998, ore 20:15 CEST 28ª giornata | Kickers Offenbach | 2 – 3 | Darmstadt |  |

| 17 aprile 1998, ore 19:00 CEST 29ª giornata | Monaco 1860 II | 1 – 2 | Kickers Offenbach |  |

| 26 aprile 1998, ore 18:30 CEST 30ª giornata | Kickers Offenbach | 2 – 1 | Wehen |  |

| 1º maggio 1998, ore 18:00 CEST 31ª giornata | Augusta | 1 – 2 | Kickers Offenbach |  |

| 8 maggio 1998, ore 19:30 CEST 32ª giornata | Kickers Offenbach | 2 – 1 | Karlsruhe II |  |

| 16 maggio 1998, ore 15:00 CEST 33ª giornata | Wacker Burghausen | 1 – 0 | Kickers Offenbach |  |

| 21 maggio 1998, ore 15:00 CEST 34ª giornata | Kickers Offenbach | 3 – 1 | Borussia Fulda |  |

### Scudetto dilettanti
| Arbitro: | Steinborn |

|                                        |           |  |
| Ziga 42’, 86’ Šarić 56’ Scholtysik 81’ | Marcatori |  |

| Arbitro: | Fandel |

|           |           |                       |
| Maier 38’ | Marcatori | 17’ Copado 21’ Namdar |

| 6 giugno 1998 3ª giornata |  | – turno di riposo |  |  |

## Statistiche

### Statistiche di squadra
| Competizione        | Punti | In casa | In casa | In casa | In casa | In casa | In casa | In trasferta | In trasferta | In trasferta | In trasferta | In trasferta | In trasferta | Totale | Totale | Totale | Totale | Totale | Totale | DR  |
| Competizione        | Punti | G       | V       | N       | P       | Gf      | Gs      | G            | V            | N            | P            | Gf           | Gs           | G      | V      | N      | P      | Gf     | Gs     | DR  |
| ------------------- | ----- | ------- | ------- | ------- | ------- | ------- | ------- | ------------ | ------------ | ------------ | ------------ | ------------ | ------------ | ------ | ------ | ------ | ------ | ------ | ------ | --- |
| Regionalliga sud    | 59    | 16      | 10      | 4       | 2       | 35      | 21      | 16           | 7            | 4            | 5            | 21           | 16           | 32     | 17     | 8      | 7      | 56     | 37     | +19 |
| Scudetto dilettanti | -     | 1       | 0       | 0       | 1       | 1       | 2       | 1            | 0            | 0            | 1            | 0            | 4            | 2      | 0      | 0      | 2      | 1      | 6      | -5  |
| Totale              | 59    | 17      | 10      | 4       | 3       | 36      | 23      | 17           | 7            | 4            | 6            | 21           | 20           | 34     | 17     | 8      | 9      | 57     | 43     | +14 |

### Andamento in campionato
| Giornata  | 1 | 2 | 3 | 4 | 5 | 6 | 7 | 8 | 9 | 10 | 11 | 12 | 13 | 14 | 15 | 16 | 17 | 18 | 19 | 20 | 21 | 22 | 23 | 24 | 25 | 26 | 27 | 28 | 29 | 30 | 31 | 32 | 33 | 34 |
| --------- | - | - | - | - | - | - | - | - | - | -- | -- | -- | -- | -- | -- | -- | -- | -- | -- | -- | -- | -- | -- | -- | -- | -- | -- | -- | -- | -- | -- | -- | -- | -- |
| Luogo     | C | T | T | C | T | C | T | C |   | C  | T  | C  | T  | C  | T  | C  | T  | T  | C  | C  | T  | C  | T  | C  | T  |    | T  | C  | T  | C  | T  | C  | T  | C  |
| Risultato | N | V | V | V | N | V | N | N |   | N  | N  | N  | V  | P  | P  | V  | V  | N  | V  | V  | P  | V  | P  | V  | V  |    | P  | P  | V  | V  | V  | V  | P  | V  |
| Posizione | 6 | 3 | 1 | 2 | 3 | 1 | 1 | 1 | 3 | 4  | 5  | 5  | 3  | 5  | 5  | 3  | 3  | 3  | 3  | 3  | 3  | 3  | 3  | 2  | 2  | 2  | 2  | 4  | 3  | 3  | 3  | 2  | 3  | 2  |

Legenda:

Luogo: C = Casa; T = Trasferta. Risultato: V = Vittoria; N = Pareggio; P = Sconfitta.

### Statistiche dei giocatori
| P. Dama         | 1 | 0 | 0 | 0 |
| S. Dolzer       | 2 | 0 | 0 | 0 |
| B. Gramminger   | 2 | 0 | 1 | 0 |
| M. Hartmann     | 2 | 0 | 1 | 0 |
| I. Ispir        | 2 | 0 | 0 | 0 |
| F. Kastner      | 2 | 0 | 0 | 0 |
| R. Keffel       | 2 | 0 | 0 | 0 |
| P. Koutsoliakos | 0 | 0 | 0 | 0 |
| T. Kruse        | 1 | 0 | 0 | 0 |
| G. Maier        | 2 | 1 | 0 | 0 |
| A. Methfessel   | 1 | 0 | 0 | 0 |
| L. Meyer        | 2 | 0 | 1 | 0 |
| T. Rohrbach     | 1 | 0 | 0 | 0 |
| O. Roth         | 2 | 0 | 0 | 0 |
| S. Schummer     | 0 | 0 | 0 | 0 |
| S. Simm         | 0 | 0 | 0 | 0 |
| S. Simon        | 2 | 0 | 0 | 0 |
| G. Skeledžić    | 0 | 0 | 0 | 0 |
| O. Speth        | 2 | 0 | 0 | 0 |
| D. Vollmar      | 0 | 0 | 0 | 0 |
| T. Winter       | 2 | 0 | 0 | 0 |